# Břehyňský Rybník
Břehyňský Rybník är en sjö i Tjeckien.   Den ligger i regionen Liberec, i den norra delen av landet, 60 km norr om huvudstaden Prag. Břehyňský Rybník ligger 271 meter över havet. Arean är 0,71 kvadratkilometer.I omgivningarna runt Břehyňský Rybník växer i huvudsak barrskog. Den sträcker sig 1,1 kilometer i nord-sydlig riktning, och 1,5 kilometer i öst-västlig riktning.